# 김재석 (가수)
김재석(1978년 10월 29일 ~ )은 대한민국의 가수로, 원티드의 전 멤버이다. 